# Hong Kyung
Hong Kyung, (coréen : 홍경) né le 14 février 1996, est un acteur sud-coréen,.

## Filmographie

### Cinéma
- 2020 : Ahn Jung-soo dans Innocence de Park Sang-hyeon[3].
- 2021 : Demandeur d'emploi dans On the Line de Kim Gok et Kim Soon[4].
- 2021: Ryu Yi-Kang dans Deserter pursuit
- 2022 : Oh Beom-Seok dans Héros fragile

### Série télévisée
- depuis 2022 : Héros fragile (약한영웅 Class 1) : Oh Beom-seok